# St-Pierre-aux-Liens (Curbigny)

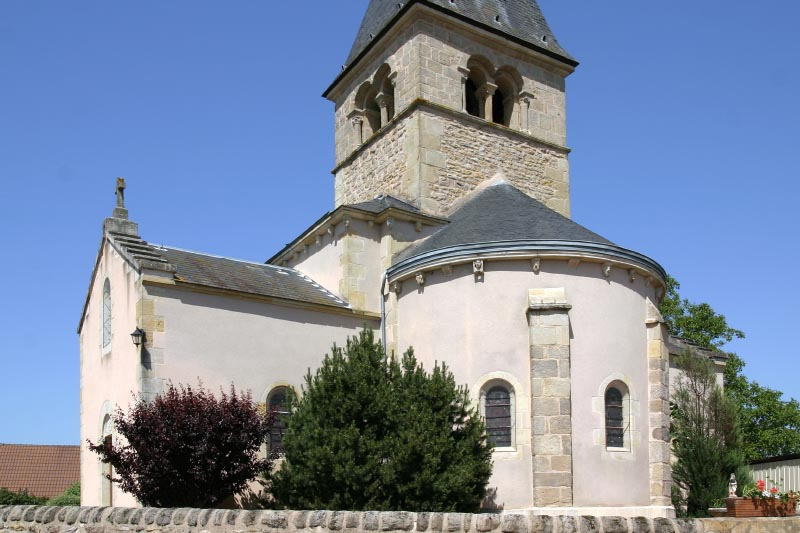
Ansicht der Kirche

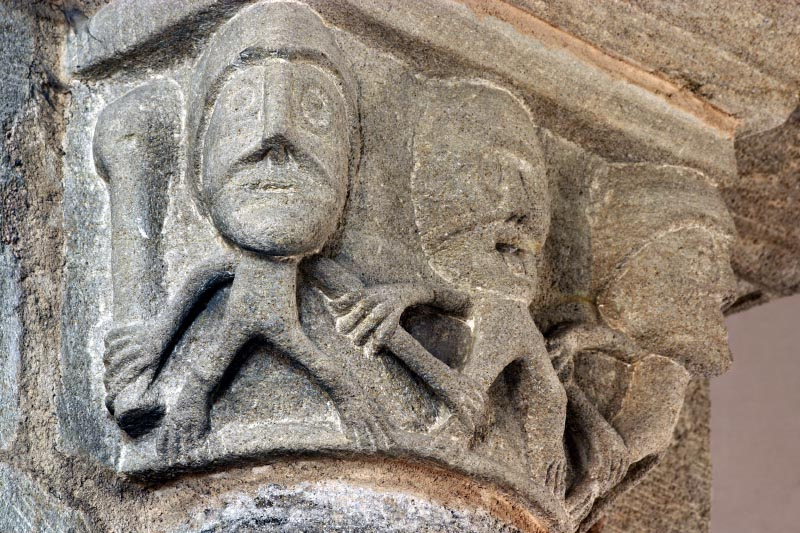
Romanisches Kapitell in der Kirche

Die Kirche Saint-Pierre-aux-Liens  (deutsch St. Peter in Ketten) ist eine romanische Pfarrkirche in der Gemeinde Curbigny im Département Saône-et-Loire in der historischen Region Burgund (Frankreich), die im 12. Jahrhundert errichtet wurde.

## Geschichte
Die Kirche von Curbigny besitzt das Patrozinium der Legende (St. Peter ad Vincula) des heiligen Simon Petrus, was auf ein hohes Alter der Pfarrei schließen lässt. Die Kirche unterstand dem Kloster Cluny und wurde durch das Priorat in Paray-le-Monial verwaltet. Sie wurde Ende des 19. Jahrhunderts stark verändert.

## Architektur
Die Kirche besitzt im Westen einen einschiffigen Saal, der 1889 errichtet wurde. Die vier Joche werden von einer gegurteten Tonne geschlossen. Die Gurte ruhen auf kurzen Wandlisenen. Der anschließende Chor mit halbrunder Apsis wird durch einen Spitzbogen verbunden, der auf Halbsäulenvorlagen mit Kapitellen ruht. Der Chor wird von einer Kuppel überspannt, die auf Trompen aufliegt. Die anschließende Apsis besitzt eine einfache Kalotte und erhält Licht durch drei schmale Fenster, die von einer Pilasterstellung mit Rundbögen begleitet werden.
Die Kapitelle zeigen kleine Figuren mit dünnen Körpern und zu groß geratenen Köpfen. Diese Formen wiederholen sich an den Konsolen des Außenbaus.
Der quadratische Turm mit einem schiefergedeckten Pyramidendach besitzt im Glockengeschoss rundbogige Biforienfenster.